# فيك إلياس
فيك إلياس (بالإنجليزية: Vic Elias)‏ هو فيزيائي وشاعر أمريكي، ولد في 1948 في شيكاغو في الولايات المتحدة، وتوفي في 18 مايو 2006.